# سفنكس الجديدة
سفنكس الجديدة هي مدينة مصرية جديدة من مدن الجيل الرابع، تقع في محافظة الجيزة، وتتبع إدارياً لهيئة المجتمعات العمرانية الجديدة، أنشأت بقرار رئيس جمهورية مصر العربية رقم 61 لسنة 2019، والمعدل بقرار رئيس الجمهورية رقم 566 لسنة 2020، تبلغ مساحتها حوالي 76931.03 فدان (311.33 كم²).